# أنيتا هينريكدوتير
أنيتا هينريكدوتير (من مواليد 13 يناير 1996) لاعبة أيسلندي في المسافات المتوسطة متخصصة في تنافس على مسافة 800 متر. وحققت الرقم القياسي الوطني لأيسلندا في سباق 800 متر في وقت قدره 2:00.49 ،وحلت في المركز الرابع في سباق 800 متر سيدات في بطولة العالم للشباب 2012 في ألعاب القوى.

## روابط خارجية
- أنيتا هينريكدوتير على موقع الاتحاد الدولي لألعاب القوى (الإنجليزية)
- أنيتا هينريكدوتير على موقع الدوري الماسي (الإنجليزية)
- أنيتا هينريكدوتير على موقع اللجنة الأولمبية الدولية (الإنجليزية)
- أنيتا هينريكدوتير على موقع أوليمبيديا (الإنجليزية)